# Аль-Мути Лиллах
Абу́ль-Ка́сим аль-Фадль ибн Джафар аль-Мути́’ Лилла́х (араб. أبو القاسم الفضل المطيع‎; 914—974) — халиф из династии Аббасидов, правивший с 946 по 974 год.

## Биография
Аль-Фадль ибн Джафар родился в 914 году. Его матерью была невольница, которую по одним данным звали Шула (Шагла), а по другим — Машалла. По происхождению она была славянкой.
Во времена правления халифа аль-Мути власть в Халифате окончательно перешла к Буидам, исповедовавшим шиитское направление в исламе. Ахмад ибн Бувайх отменил все почести, которые оказывались ему и превратил халифа в декоративную фигуру, не имеющую никакого отношения к государственным делам. Он не имел визиря, а его единственным приближенным был секретарь (катиб), который вёл записи его расходов (эту должность в первое время занимал бывший амир аль-умара Ибн Ширзад). Халиф аль-Мути не мог распоряжаться государственной казной и ему приходилось содержать себя за счет доходов с некоторых оставленных ему имений. Однако, этих средств ему с трудом хватало на то, чтобы оградить себя от нужды.
С Византией произошёл обмен пленными, но византийцы захватили Крит, дошли до Тарса и Масисы. Масиса была взята позднее, далее двинулись на Диярбакыр и Нисибин, захватив Антиохию, двинулись на Алеппо. Позже был захвачен Хомс и Триполи, были атакованы Аль-Джазира, Диярбакыр и Эдесса при полном бездействии халифа и Буидов, позднее последовали два поражения византийцев.
Карматы вернули Чёрный камень и пытались вернуть свою силу, воюя с Фатимидами, но потерпели поражение.
По некоторым данным Муизз ад-Даула Ахмад ибн Бувайх хотел положить конец династии Аббасидов и привести к власти кого-либо из Алидов либо Фатимида аль-Муизза Лидиниллаха. Большинство из ближайшего окружения Муизз ад-Даулы поддержало эту идею, но один из них отговорил его от этого шага. Он мотивировал это тем, что самому же Ахмаду ибн Бувайху легче управлять Аббасидом, чем Алидом, который мог бы ограничить могущество Буидов и в конечном итоге вообще лишить их власти.
В период правления халифа аль-Мути Ахмад ибн Бувайх потерпел поражение от Хамданидов и те вошли в Багдад. Вскоре Ахмад ибн Бувайх заставил их вернуться в Мосул и между ними установился мир.
В 974 г. его разбил паралич. Он отрекся от престола в пользу сына ат-Таи.